# Бриселски грифон
Бриселски грифон (ориг. назив: Griffon Вruxellois) је малена пасмина пореклом из Белгије. Бриселски грифон представља једну од три варијетета расе (бриселски грифон, белгијски грифон, мали брабансон) који потичу од малог пса оштре длаке званог "Смоусје", који је вековима боравио у области Брисела. Достижу висину од 18-20 цм, а тежину свега од 3 до 5 кг.
Бриселски грифон, белгијски грифон и мали брабансон се разликују по дужини длаке и по боји длаке. Бриселски и белгијски грифон су пси оштре длаке са подлаком, док мали брабансон има кратку длаку, оштру сјану и праву. дужине не веће од 2 цм.
Боја:
- Бриселски грифон: риђа, риђкаста, нешто црне длаке је дозвољено ако је у питању украсна длака главе.
- Белгијски грифон: црна, црна и светло смеђа. Светло смеђе ознаке треба да буду јасне и исте боје. Налазе се на предњим ногама, од шапе до зглобова, на задњим ногама од шапе до скочних зглобова. Протежу се и унутрашњим странама ногу. Такође их има и на грудима, образима, бради, изнад очију, унутар ушију, испод репа и око аналног отвора. Црна може да се помеша са риђе и браон бојом, то је допуштено мада преферира се чиста црна или црна са светло смеђим ознакама.
- Мали брабансон - исте боје се прихватају као и код оба грифона. Има тамну маску. Седе или беле длаки на маски се не сматрају грешкама.[1]

Код све три расе, неколико белих длака на грудима се толерише, али није пожељно.

## Историја
Бриселски грифон је веома стара пасмина, чије порекло води све до 15. века, до слике Јан Ван Ејк "Венчање Ђиованија Арнолфинија". Настали у Белгији, сматра се да су преци ове пасмине били немачки пацовски пси. Првобитно кориштен за терање глодара из штала, бриселски грифон је постао популаран као чувар кочија. У стварању белгијског грифона учествовале су многе пасмине укључујући кинг Чарлс шпанијела, мопса и мајмунског пинча.

## Карактеристике пса

### Нарав
Бриселски грифони имају много енергије и веома су интелигентни - што значи да их је лако тренирати и добро се показују у спортовима послушности и агилности. Добро се слажу са децом, другим псима и кућним мачкама - али потребан је опрез са љубимцима зечевима, глодарима и птицама јер њихов теријерски инстинкт има изражен ловачки нагон.

### Општи изглед
Мали пас пратилац, складно грађен, стално на опрезу, поносног држања, практично четвртасте грађе; квалитетних костију, у исто време елегантних покрета и конститутције: привлачи пажњу својим готово људским изразом. Глава је најбитнија карактеристика ове расе а и тиме најупадљивији део тела. Глава је прилично велика у поређењу са телом и има готово људски израз. Код грифона длака је оштра, подигнута и разбарушена; дужа је изнад очију, на чеоном делу, образима и бради, и тако формира украсе на глави. Очи су добро раздвојене, велике, округласте, никако буљаве. Боја очију је браон, што тамније то боље. Уши су мале, високо постављене са довољно простора између њих. Некупиране уши се носе у полустојећем положају и падају унапред. Реп је усађен и ношен прилично високо.
Бриселски грифон и белгијски грифон су пси оштре длаке са подлаком. Длака је природно оштра, благо таласаста, никако коврџава и тримује се. Длака треба да буде довољно дугачка како би њена структура била приметна. Длака главе код грифона (брада и бркови) расте испод осе носне печурке и очију и наставља се од једног уха до другог, прекривајући њушку и образе густом длаком која је дужа него на остатку тела. Изнад очију, длака мора да буде дужа него на остатку лобањског дела формирајући обрве. Боја бриселског грифона је риђа, риђкаста; нешто црне длаке је дозвољено ако је у питању украсна длака главе.

## Нега и здравље
Што се неге тиче, потребно је недељно четкање. Бриселски грифон могу имати озбиљне проблеме са зубима, тако да им је потребно чешће прање зуба, најмање три пута недељно. Такође, потребно је и недељно чишћење ушију. Бриселски грифон је погодан за живот у стану, али су му потребни дневна шетња и редовна игра.
Неки од здравствених проблема који погађају ову расу су ишчашење чашице, сирингомијелија, дисплазија кука и хипотиреодизам, као и болест очију као што је прогресивна атрофија мрежњаче
Животни век ове пасмине је од 12 до 15 година.